# 자오번산
자오번산(중국어 간체자: 赵本山, 정체자: 趙本山, 병음: Zhào Běnshān, 한자음: 조본산, 1957년 10월 2일 ~ )은 중화인민공화국의 배우이다.
중화인민공화국 둥베이 지방 랴오닝성 톄링에서 출생하여 지난날 한때 선양시에서 잠시 유아기를 보낸 적이 있으며 1976년 연극 배우가 되며 배우 경력을 시작했다. 그의 대표작으로는 TV 시리즈 《상친》(相亲), 영화 《좋게 말로 하자고》 등이 있다.

## 출연 작품
- 뉴 이어스 이브 오브 올드 리 (2016)
- 향촌애정 변주곡 (2013)
- 우연영웅 (2013)
- 일대종사 (2013)
- 부시전적사 (2012)
- 건당위업 (2011)
- 대소강호 (2010)
- 관동대선생 (2009)
- 삼창박안경기 (2009)
- 낙엽귀근 (2007)